# Galena (Washington)
Galena az Amerikai Egyesült Államok északnyugati részén, Washington állam Snohomish megyéjében elhelyezkedő kísértetváros.
Galena postahivatala 1891 és 1894 között működött.